# DMI (meteorologia)
DMI, em meteorologia, se refere ao Instituto Dinamarquês de Meteorologia (DMI; em dinamarquês:  Danmarks Meteorologiske Institut; em inglês: Danish Meteorological Institute). "Servimos a sociedade com conhecimentos e dados meteorológicos na Dinamarca, nas Ilhas Faroé e na Gronelândia", diz o texto na seção sobre no portal oficial.
Está sediado na rua Lyngbyvej, 100, em Copenhague.

## História
Em 1820, HC Ørsted (1777-1851) propôs que a Dinamarca realizasse observações meteorológicas sistemáticas e de âmbito nacional, o que levou, em 1927 à criação do Comité Meteorológico e posteriormente à fundação do Observatório Central em Copenhague, que recolhia dados sistemáticos a nível nacional. Foi, no entanto, só em 1872 que o Instituto Meteorológico foi fundado.
Em 1990 o  Instituto Meteorológico foi fundido com o Serviço Meteorológico de Aviação (criado em 1926) e o Serviço Meteorológico de Defesa (criado em 1953), dando origem ao atual DMI.
"A DMI participa em uma série de atividades internacionais relacionadas ao Arctic ROOS, como o PolarView da ESA , o Ocean and Sea Ice Satellite Application Facility da EUMETSAT ( OSISAF ) e o projeto integrado DAMOCLES (Developing Arctic Modeling and Observing Capabilities for Long-term Environmental Studies). Financiado pela Comissão Europeia", aponta o EuroGos, uma associação internacional sem fins lucrativos sediada em Bruxelas.
"O que começou com um punhado de funcionários do Ministério da Marinha é agora uma autoridade meteorológica e climática de alta tecnologia", diz o portal.

## Organização
O DMI está subordinado ao Ministério do Clima e Energia da Dinamarca e tem cerca de 250 funcionários, a maioria baseados na sede na rua Lyngbyvej. A diretora geral é Marianne Thyrring e os vice-diretores são Ulrik Korsholm e Thomas Kjellberg Christensen.
Está dividido nos seguintes departamentos: Gestão de Recursos e Riscos, Tempo e previsões, TI e observações, Dados e digitalização, Pesquisa meteorológica, Centro Nacional de Pesquisa Climática e Política, Estratégia e Comunicação.
O departamentos envolvendo pesquisa e desenvolvimento tem mais de 70 pesquisadores e estudantes de doutorado.

### Serviços oferecidos
O DMI tem três áreas de atuação estratégicas: 
- previsões meteorológicas e alertas sobre condições meteorológicas perigosas
- produção de informações sobre gelo para a Gronelândia
- estudos sobre cenários climáticos futuros para utilização na adaptação climática na Dinamarca